# Marciac
Marciac è un comune francese di 1 342 abitanti situato nel dipartimento del Gers nella regione dell'Occitania. Esso è famoso per un festival di musica jazz di rilevanza internazionale che si tiene solitamente nel mese di agosto da ormai alcuni decenni. La manifestazione ospita alcuni tra i più importanti musicisti della scena musicale jazz di tutto mondo.

## Società

### Evoluzione demografica
Abitanti censiti